# Maria Perschy

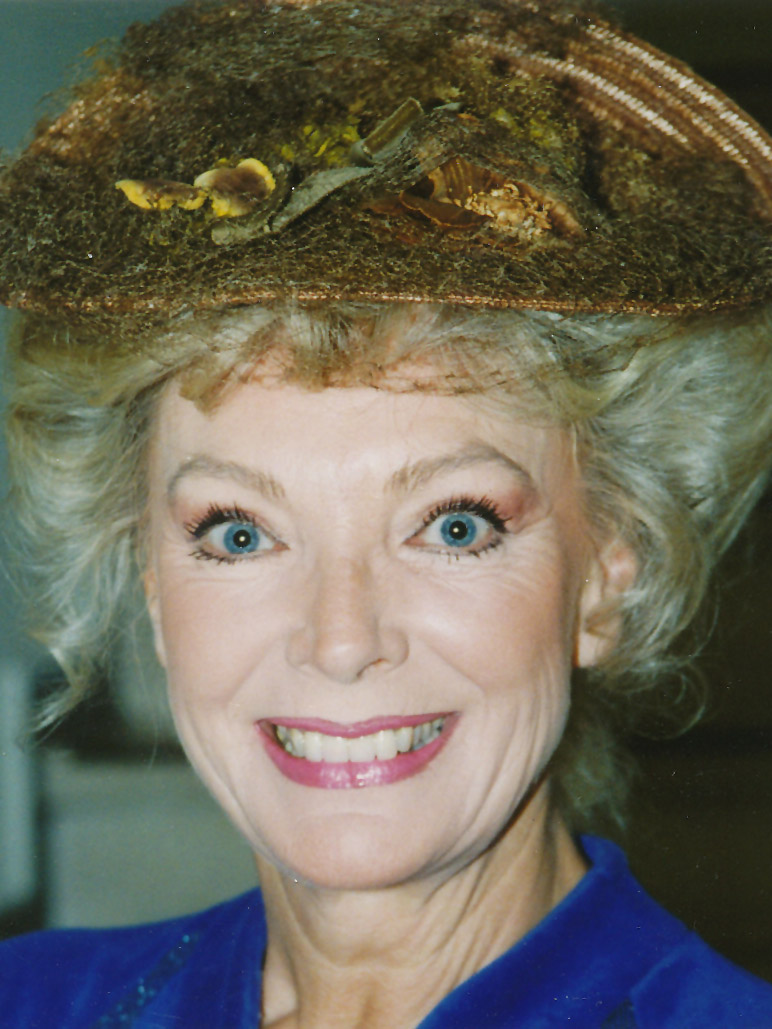
Maria Perschy

Maria Perschy (* 23. September 1938 in Eisenstadt, Burgenland; † 3. Dezember 2004 in Wien) war eine österreichische Filmschauspielerin.

## Leben
Maria Perschy wurde am 23. September 1938 in Eisenstadt, Burgenland geboren und erhielt im Alter von 17 Jahren ersten Schauspielunterricht am Max-Reinhardt-Seminar in Wien, wo unter anderem auch Susi Nicoletti ihre Lehrerin war. Diese verhalf ihr zu einem Vertrag bei der Bavaria Film. Durch den Film Nasser Asphalt (1958, mit Horst Buchholz) wurde die internationale Filmwelt auf sie aufmerksam. Es folgten Engagements in Großbritannien, Frankreich und Hollywood.
Den internationalen Durchbruch schaffte sie an der Seite von Rock Hudson mit Ein Goldfisch an der Leine. Danach lebte sie in Spanien und war in zahlreichen deutschen, italienischen und amerikanischen Filmen zu sehen, unter anderem mit Pierre Brice und Hans-Joachim Kulenkampff. Perschy spielte auch mit in verschiedenen deutschen und internationalen Fernsehserien, so 1970 in zwei Teilen der englischen Fernsehserie Paul Temple (mit Francis Matthews und Ros Drinkwater), in den Serien Die fünfte Kolonne, Hawaii Fünf-Null und auch General Hospital.

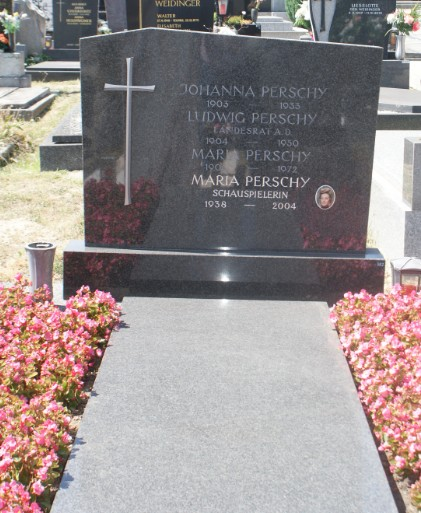
Grabstätte von Maria Perschy

Bei Dreharbeiten in Spanien wurde sie im Juli 1971 durch einen Feuerunfall schwer im Gesicht verletzt und war längere Zeit ans Bett gefesselt. Nach mehreren Operationen konnte sie ihre Laufbahn fortsetzen. Als sie im Herbst 1976 von spanischer Seite aufgefordert wurde, anstelle der österreichischen die spanische Staatsbürgerschaft anzunehmen, kehrte sie im Dezember 1976 nach Wien zurück. Danach ging sie nach Los Angeles, arbeitete dort als Übersetzerin sowie in der Antiquitätenbranche und ersteigerte Kunstobjekte im Auftrag ihrer Kunden. 1986 kehrte sie nach Wien zurück, wo sie von Felix Dvorak ans Stadttheater Berndorf berufen wurde und erfolgreich in vielen seiner Inszenierungen zu sehen war.
Maria Perschy verstarb am 3. Dezember 2004 mit 66 Jahren in Wien an Krebs und wurde in ihrem Geburtsort Eisenstadt auf dem Friedhof Oberberg, Ortsteil Kleinhöflein, beerdigt.
Maria Perschy war nach 1958 sechs Jahre mit dem Schauspieler Joachim Hansen und später mit dem Skifahrer Roger Staub verlobt. 1967 bekam sie eine Tochter mit Namen Mariana. In Los Angeles heiratete sie 1977 den Schriftsteller und Drehbuchautor John Melson, der 1983 durch Suizid starb.

## Filmografie (Auswahl)
- 1956: Nichts als Ärger mit der Liebe
- 1956: Roter Mohn
- 1958: Die Landärztin
- 1958: Nasser Asphalt
- 1958: Der schwarze Blitz
- 1959: Il moralista
- 1959: Natürlich die Autofahrer
- 1960: Call-Girls (I piaceri del sabato notte)
- 1960: Der Held meiner Träume
- 1960: Liebesnächte in Rom (Un amore a Roma)
- 1961: Freud
- 1961: Lebensborn
- 1963: Der Chef wünscht keine Zeugen
- 1962: Haß ohne Gnade
- 1962: The Password is Courage
- 1962: Wenn beide schuldig werden
- 1963: Der Henker von London
- 1964: Die fünfte Kolonne (Fernsehserie): Zwei Pistolen
- 1964: Ein Goldfisch an der Leine (Man's Favorite Sport?)
- 1964: Heiße Spur Kairo-London (La Sfinge sorride prima di morire - Stop Londra)
- 1964: Kampfgeschwader 633 (633 Squadron)
- 1964: Seitensprünge (Extraconiugale)
- 1964: Weiße Fracht für Hongkong
- 1965: African Gold
- 1965: Die Banditen vom Rio Grande
- 1966: Kommissar X – Jagd auf Unbekannt
- 1966: Die Hexe ohne Besen (Una bruja sin escoba)
- 1966: Frauen, die durch die Hölle gehen (Las siete magníficas)
- 1967: Flucht aus der Taiga
- 1967: Mister Dynamit – Morgen küßt Euch der Tod
- 1967: Die Pagode zum fünften Schrecken (Five Golden Dragons)
- 1967: Die Rache des Pancho Villa (Los 7 de Pancho Villa)
- 1969: Die Folterkammer des Dr. Fu Man Chu (El castillo de Fu Manchu)
- 1969: Dr. med. Fabian – Lachen ist die beste Medizin
- 1970: Paul Temple (Fernsehserie, Folge „Mord in München“)
- 1970: El último día de la guerra
- 1971: Mord in der Rue Morgue (Murders in the Rue Morgue)
- 1973: Blue Eyes of the Broken Doll (Los ojos azules de la muñeca rota)
- 1973: El espectro del terror
- 1973: Die Stunde der grausamen Leichen (El jorobado de la Morgue)
- 1974: La diosa salvaje
- 1974: Los fríos senderos del crimen
- 1974: Ein Mädchen fällt vom Himmel (Le Dessous du ciel) (Fernsehfilm)
- 1974: Teuflische Mission (La noche de la furia)
- 1974: Das Geisterschiff der schwimmenden Leichen (El buque maldito)
- 1975: Die Nacht des Exorzisten (Exorcismo)
- 1976: Die Standarte
- 1983: Zeit der Geier (Vultures)
- 1986: Ringstraßenpalais (Fernsehserie)
- 1986: Tatort: Der Tod des Tänzers
- 1990: Eine Frau namens Harry
- 1998: Mörderisches Erbe – Tausch mit einer Toten

## Sonstiges
Die Österreichische Post AG verlegt eine Sondermarke ("Österreicher in Hollywood: Maria Perschy", Ausgabetag: 27. Mai 2022, Nennwert: 1,00 Euro).